# Fußgängerhängebrücke

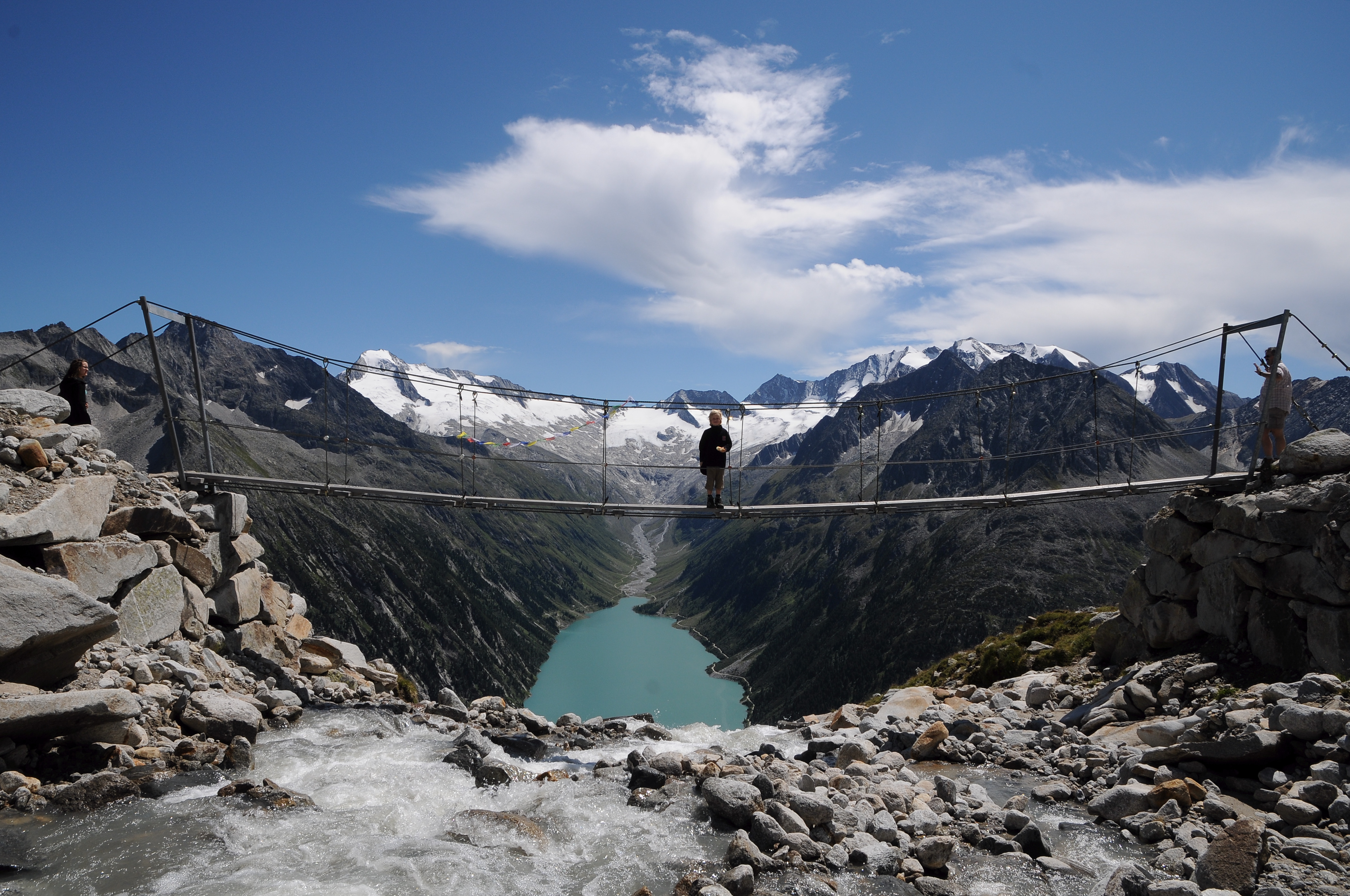
Hängebrücke bei der Olpererhütte, Zillertaler Alpen

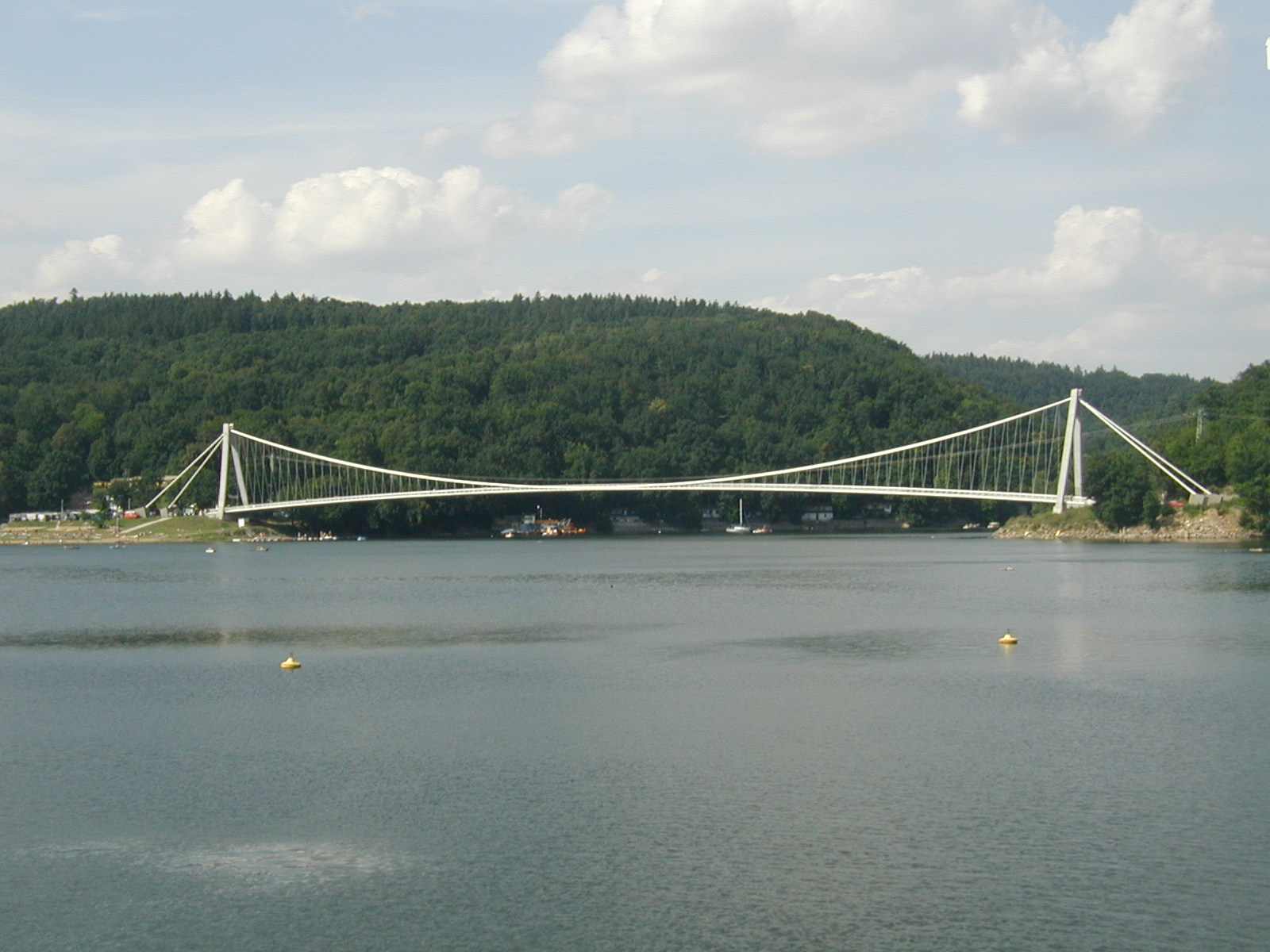
Fußgängerbrücke über die Schweizer Bucht an der Thaya, Tschechien

Eine Fußgängerhängebrücke ist eine Hängebrücke aus Naturfaser-, Kunstfaser- oder Stahlseilen, die ähnliche Konstruktionsmerkmale wie die großen Straßenhängebrücken hat. Über gesonderte Pylone sind Tragseile geführt, an deren Hängern ein gesonderter Träger für den Gehweg hängt, so dass der Weg über die Brücke im Prinzip horizontal verläuft.
In Entwicklungsländern mit bergigen Gebieten bieten einfache Hängebrücken für die Bewohner abgelegener, sonst kaum erreichbarer Dörfer oft die einzige Möglichkeit, Schluchten und Flüsse zu überqueren.
Im allgemeinen Sprachgebrauch wird häufig kein Unterschied gemacht zwischen einer Fußgängerhängebrücke und einer Seilbrücke ohne Pylone und gesondertem Träger für den Gehweg, der deshalb den durchhängenden Seilen folgt.
Es gibt Mischformen mit durchhängendem Weg und Tragseilen, die primär die Schwankungen der Brücke vermeiden und nur einen Teil der Last tragen.

## Beschreibung
Die Erscheinungsformen von Fußgängerhängebrücken reichen von lebenden Brücken aus Wurzeln, Ranken und Lianen bis zu modernen, aufwändig berechneten Hängebrücken mit einem stählernen Tragseil.
Die Pylone bestehen bei älteren Brücken manchmal aus gemauerten Portalen oder Türmen, bei neueren Brücke gelegentlich aus Stahlbeton, meist aus einfachen Stahlprofilen. Wenn die örtlichen Verhältnisse es erlauben, werden die Tragseile auch direkt an erhöhten Felsen verankert.
Die Tragseile sind heute speziell für den Zweck hergestellte Drahtseile. Bei den zahlreichen in Nepal oder anderen gebirgigen Entwicklungsländern von engagierten Privatpersonen wie Beat Anton Rüttimann und Organisationen wie der Helvetas Swiss Intercooperation oder der in USA ansässigen Bridges to Prosperity gebauten Hängebrücken waren es meist ausrangierte Seile von Seilbahnen, Krananlagen oder Containerbrücken, die oft vergünstigt oder kostenlos zur Verfügung gestellt wurden.
Der Träger für den Gehweg besteht fast immer aus zwei unterhalb der Tragseile zwischen den Pylonen gespannten, parallelen Drahtseilen, zwischen denen Gitterroste oder Latten befestigt sind, bei größeren Brücken auch Trägerroste mit einer dünnen Holz- oder Betondecke. Insbesondere in China sind Brücken mit einem Glasboden beliebte Ausflugsziele.
Als Geländer dienen weitere Seile oder Ausführungen mit handelsüblichem Maschendraht. Gelegentlich werden speziell hergestellte Gitter verwendet, die die Brücke versteifen und damit ihre Schwankungen dämpfen.
Schwingungen und Schwankungen des Brückenträgers werden fast immer durch seitliche Abspannungen gedämpft, die oft das System von Tragseil und Hängern in die Horizontale übertragen: Je ein beiderseits der Brücke in einem weiten Bogen gespanntes Hauptseil ist mit dem Brückenträger durch zahlreiche Dämpfungsseile verbunden.

## Beispiele
Die 516 Arouca ist eine 516 m lange Fußgängerhängebrücke mit großer Spannweite und wird derzeit übertroffen von der 723 Meter langen Brücke der nationalen Einheit in Ungarn als längste der Welt. Die Brücke an der Olpererhütte in den Zillertaler Alpen ist eigentlich eine unbedeutende kleine Hängebrücke über einen Bach, die aber berühmt wurde, da sie vom Schlegeisspeicher leicht zu erreichen ist und spektakuläre Fotos ermöglicht. Die Millennium Bridge in London wurde als Wackelbrücke bekannt, bevor sie mit Dämpfern und Schwingungstilgern nachgerüstet wurde. Die Fußgängerbrücke über die Schenkendorfstraße in München hat nur ein Tragseil. Die Glasbrücke Zhangjiajie ist eine der besonders in China beliebten Glasbodenbrücken. Die 1453 m lange Dodhara Chandani Bridge im äußersten Westen Nepals ist wohl die längste Fußgängerhängebrücke.

## Geschichte
Die erste Hängebrücke war wohl die 1430 in Tibet erbaute Chagsam-Brücke über den Yarlung Tsangpo (Brahmaputra) mit einer Spannweite von ca. 137 m und mit eisernen Ketten. Sie war die erste Brücke mit der Aufteilung in Tragketten, Hänger und Brückenweg und hatte eine Spannweite, die alles übertraf, was damals in Europa für möglich gehalten wurde, allerdings ist sie bis zum Ende des 19. Jahrhunderts in Europa unbekannt geblieben.
Die 1823 in Genf eröffnete Passerelle de Saint-Antoine wird als erste dauerhafte Fußgänger-Drahtseilhängebrücke der Welt angesehen.

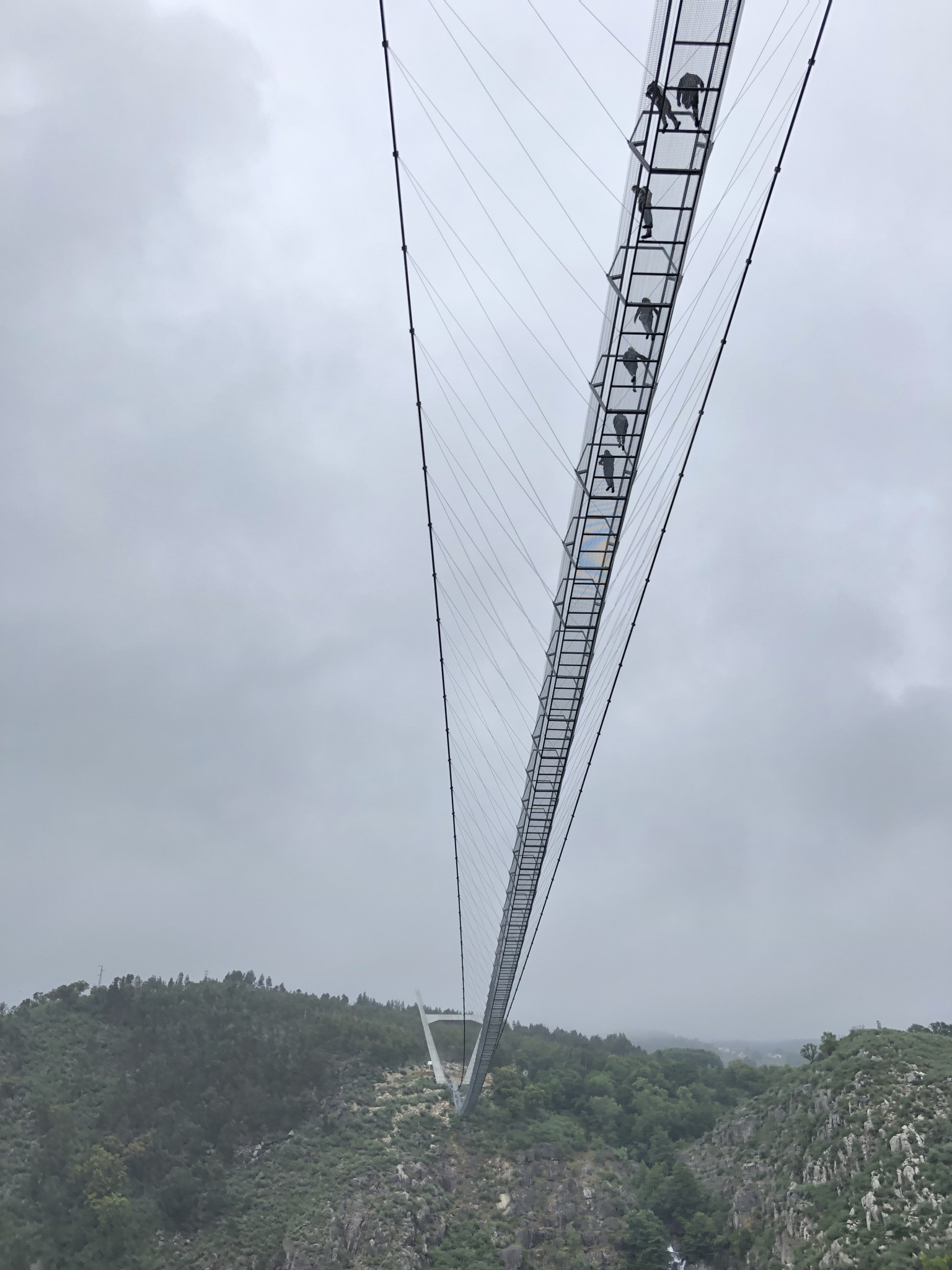
516 Arouca in Portugal
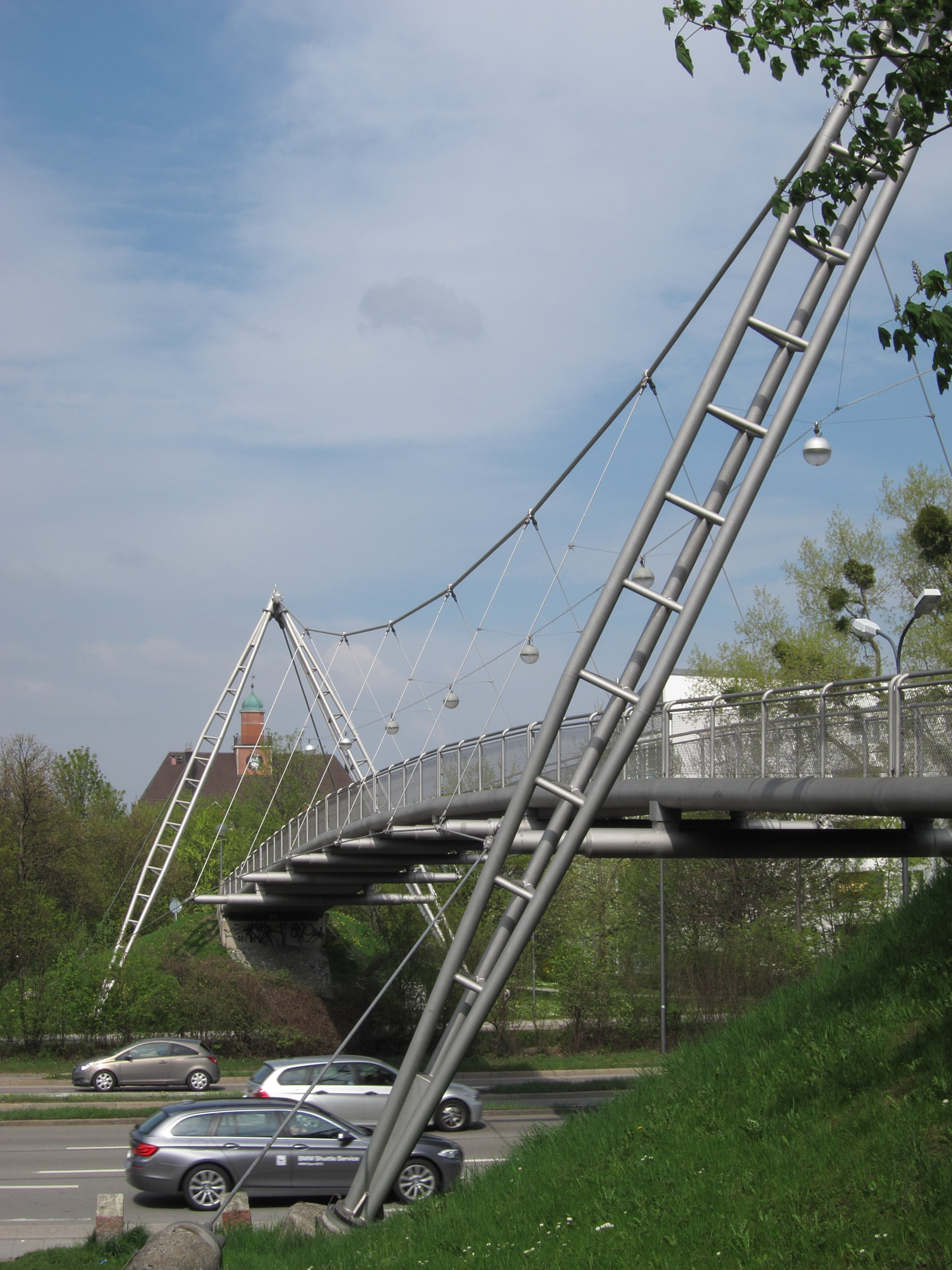
Fußgängerbrücke über die Schenkendorfstraße, München
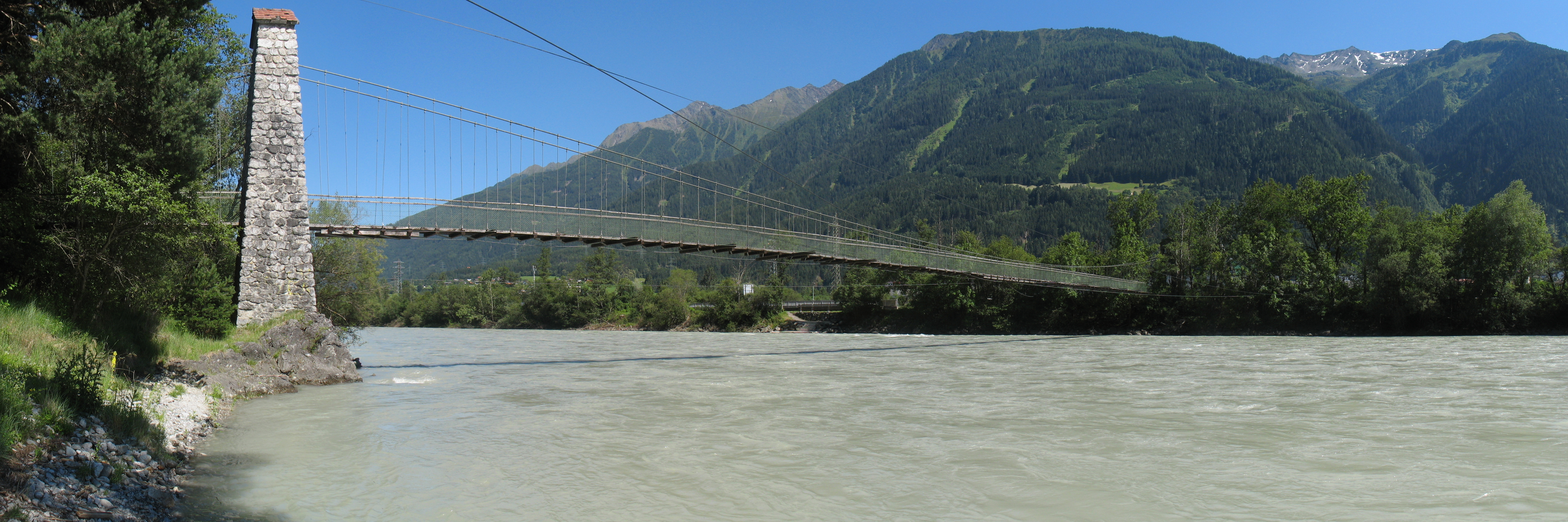
Stamser Steg über den Inn in Tirol
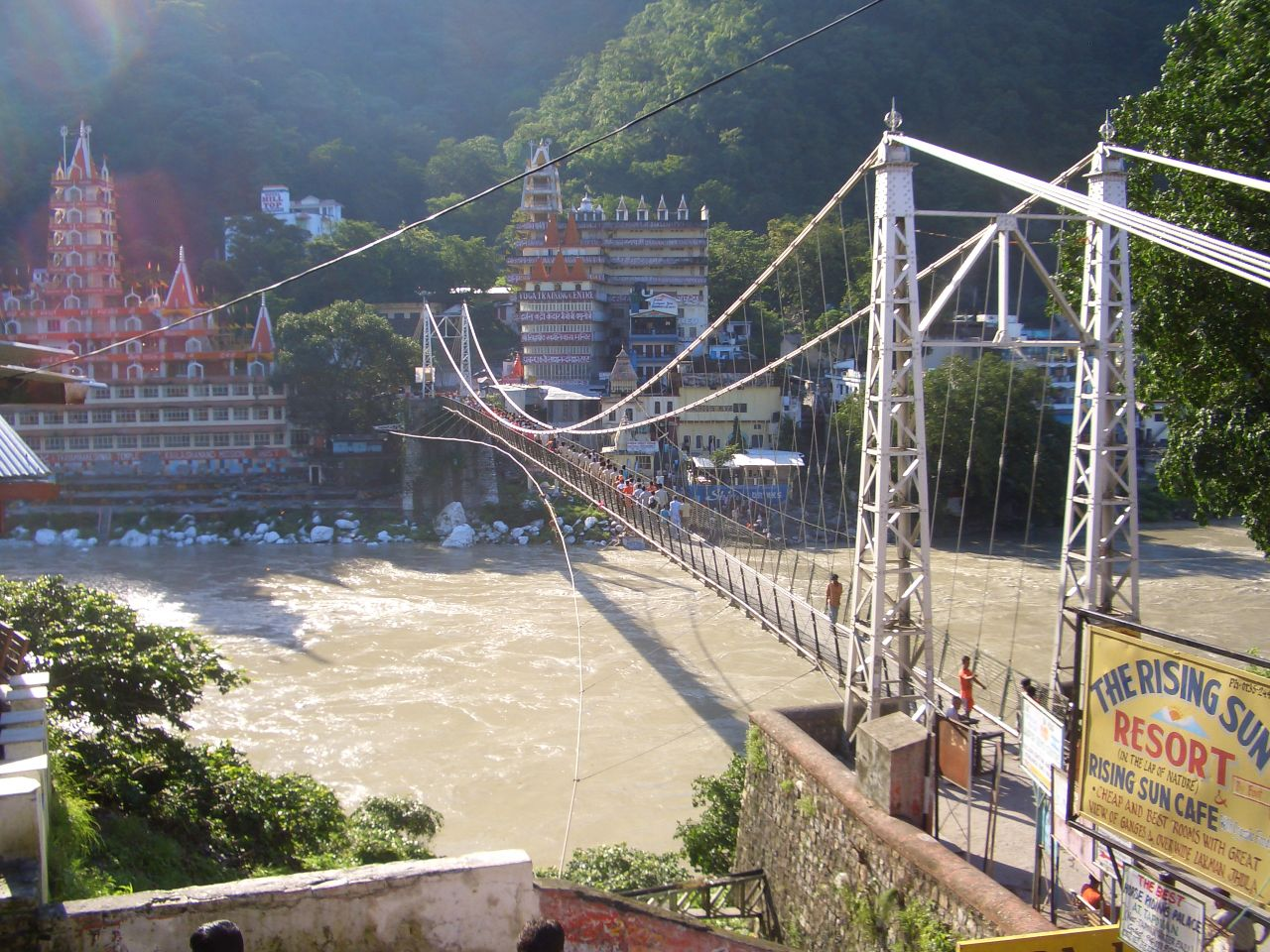
Lakshman Jhula über den Ganges in Indien
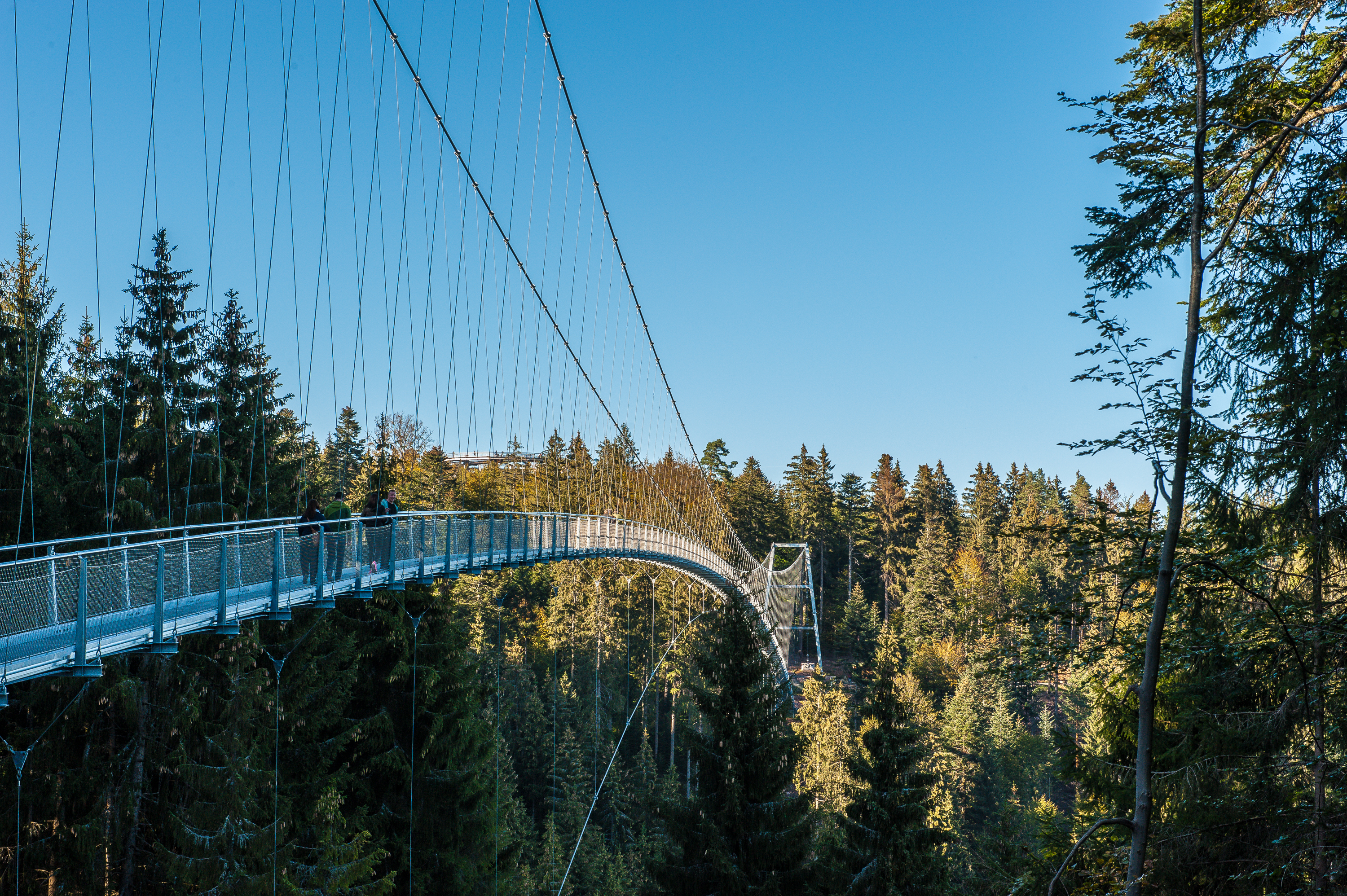
Wildline im Nordschwarzwald
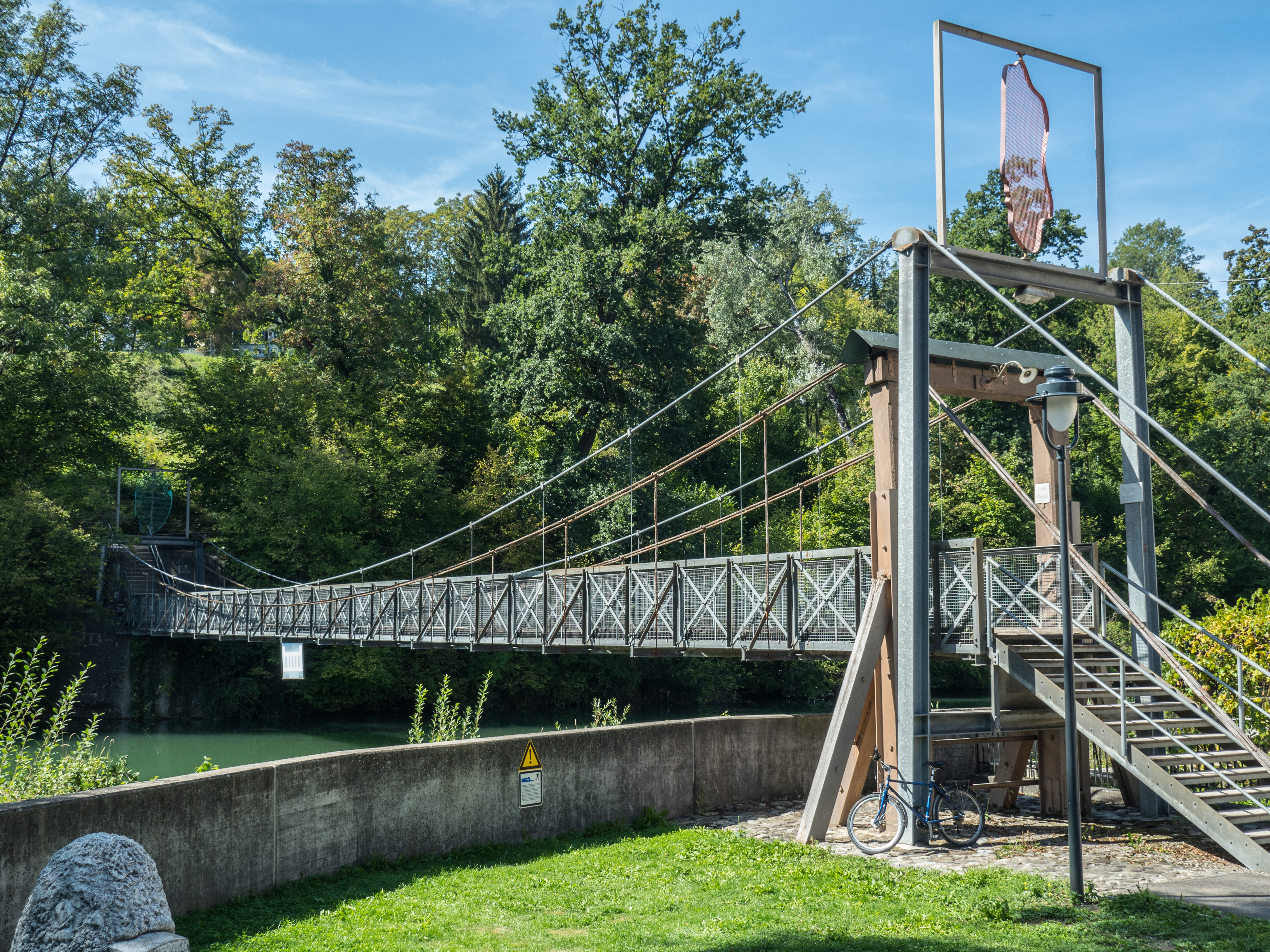
Gwaggelibrugg (Wackelbrücke) über die Limmat im Schweizer Kanton Aargau
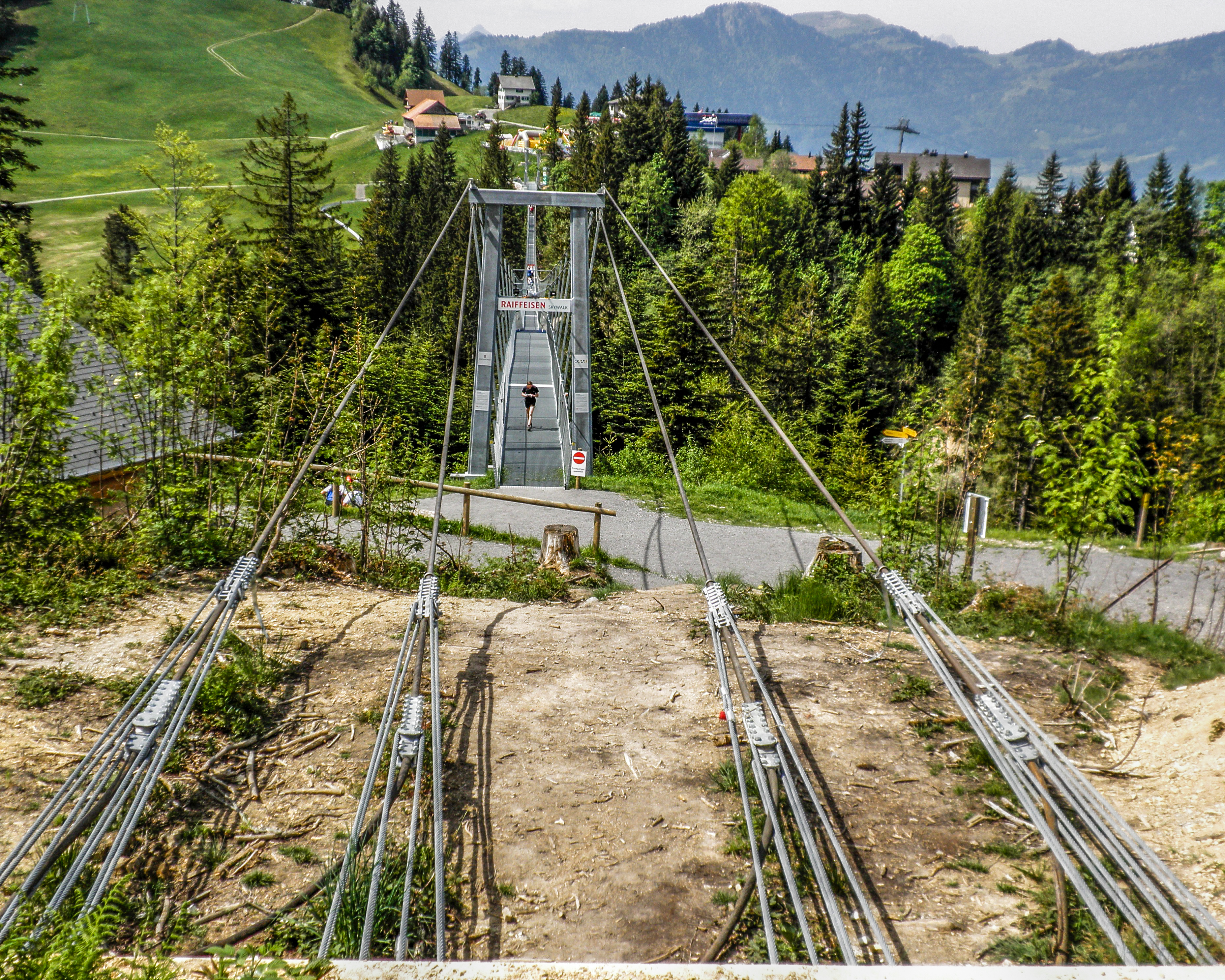
Raiffeisen Skywalk oberhalb von Sattel im Schweizer Kanton Schwyz
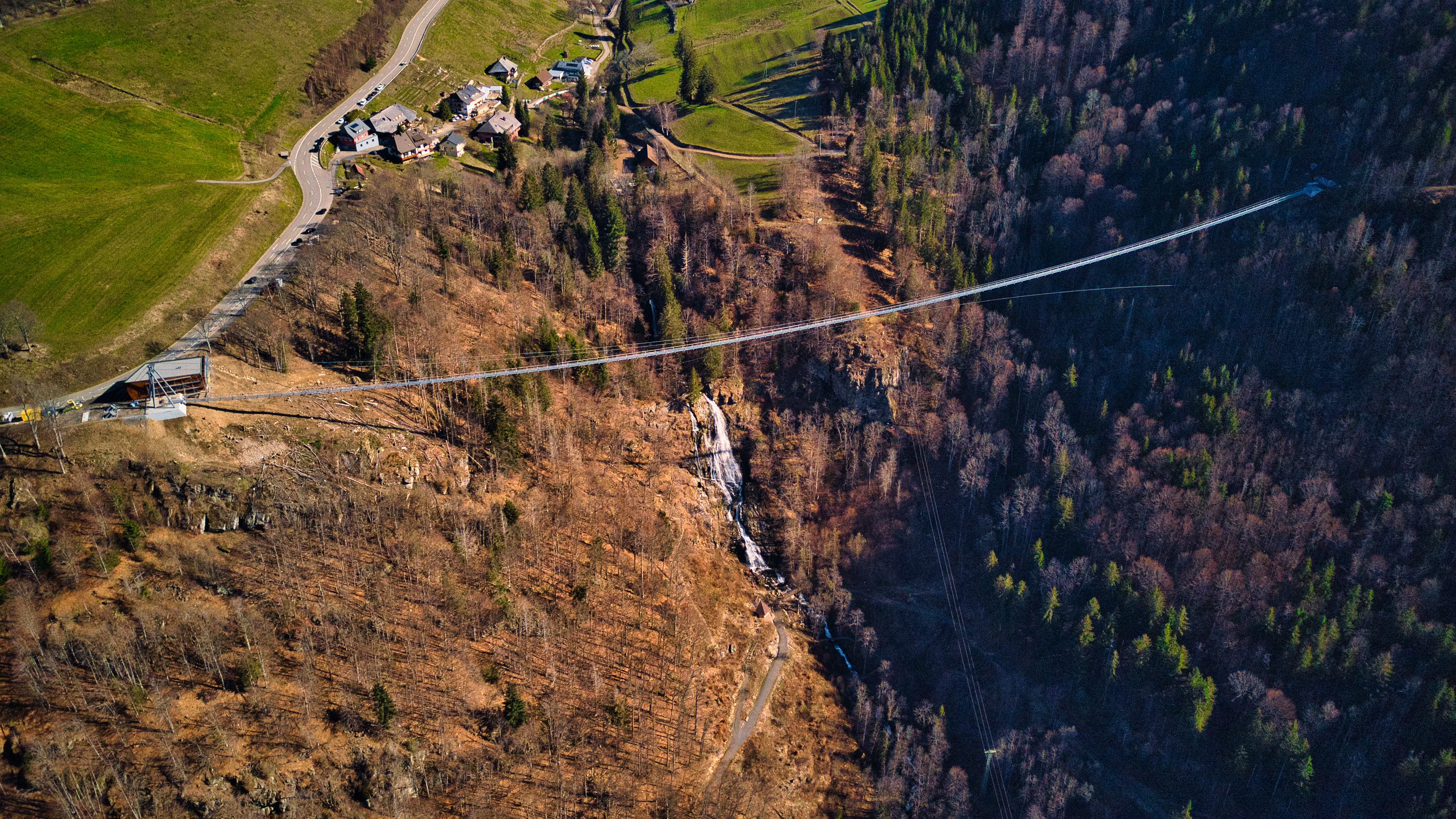
Blackforestline in Todtnau (Südschwarzwald)
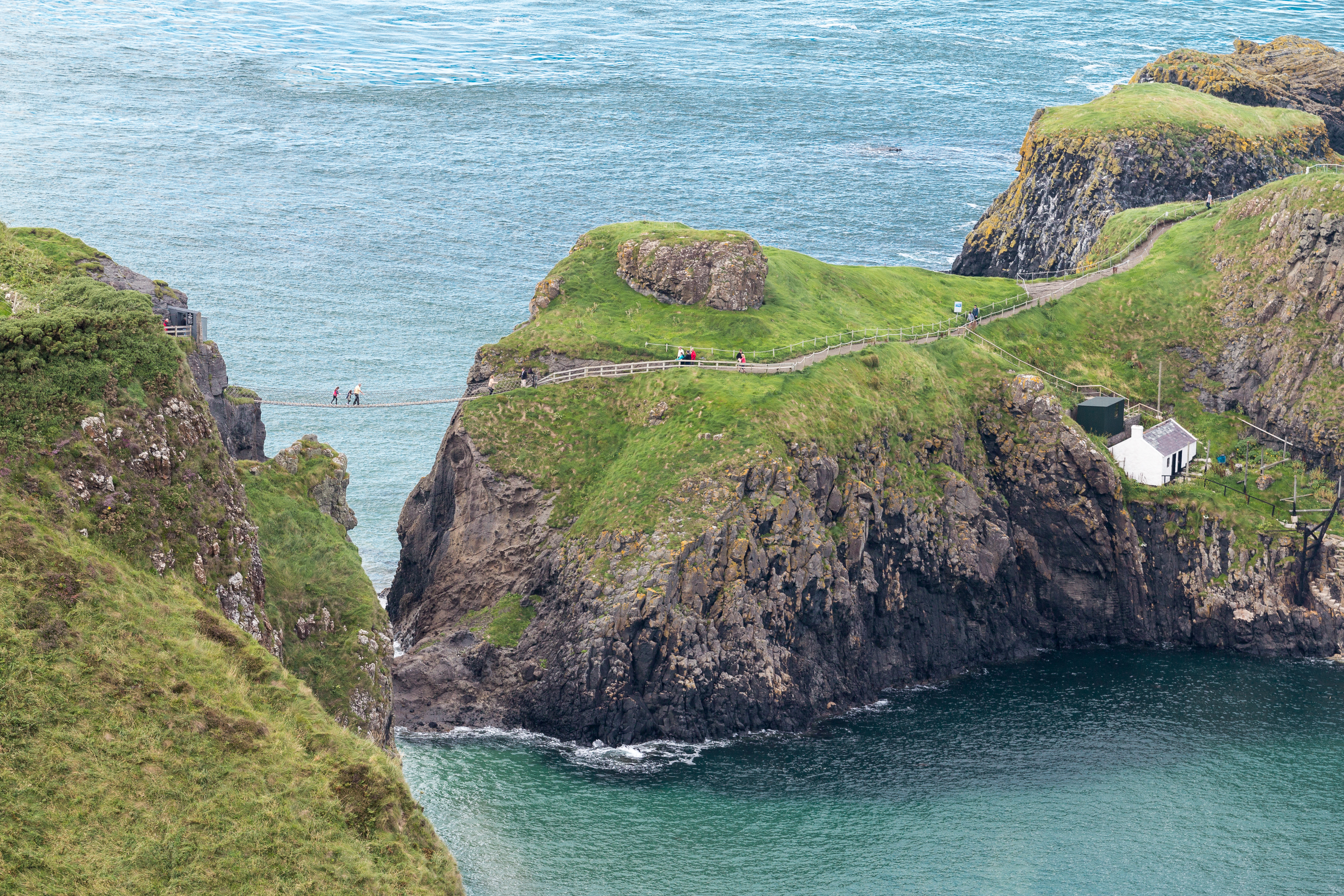
Hängebrücke von Carrick-a-Rede (Nordirland)